# Richard Kane
Richard Kane (Duneane, Irlanda; 20 de diciembre de 1662 - Mahón, Menorca; 31 de diciembre de 1736) fue un militar británico, conocido por haber sido el primer teniente de gobernador y más adelante gobernador británico de Menorca durante los dos primeros períodos de la ocupación británica de Menorca. Es recordado por los menorquines como un gobernante con gran humanidad y un sentido natural de la justicia.[cita requerida] En la isla se le ha recordado con un monumento.
En el verano de 1712, la reina Anne firmó las órdenes para el duque de Argyll capturara la isla española de Menorca y convertirla así en una colonia británica. Argyll permaneció gobernador titular durante tres años, pero el verdadero trabajo lo llevó Richard Kane, el vicegobernador, que llegó el 10 de noviembre de 1712 y permaneció en la isla, con dos breves intervalos, hasta su muerte, veinticuatro años después. Fue nombrado Teniente Gobernador de Menorca por la reina Anne, al igual que con Aryll.

## Situación política
La carrera de Richard Kane abarcó dos siglos muy diferentes en Gran Bretaña. A finales del siglo XVII, fue un reino insular relativamente sin influencia que acababa de salir de un siglo de conflicto feroz en la religión y la política, y las condiciones en la Irlanda de la juventud de Kane eran poco más fáciles que la miseria y la miseria de la Edad Media. Al final de su vida, Gran Bretaña era un país de instituciones libres, dando a sus hombres la paz, el orden y una gran mejora en la vida cotidiana.[cita requerida] Kane participó en el cambio y, en su pequeño rincón, avanzado el curso razonable y civilizado del siglo XVIII. 

## Biografía

### Infancia y juventud
Richard Kane nació con el nombre de Richard O'Cahan, en Duneane (condado de Antrim). De padres irlandeses, Richard viajaría a Inglaterra para recibir una mejor formación militar y se cambiaría el nombre por Richard Kane al tomar la religión anglicana y abandonando la suya propia, la católica y ponerse así en contra del rey católico Jacobo II de Inglaterra. A los dieciocho años se enroló el Regimiento de Infantería inglés con el que luchó contra los protestantes de Irlanda.

### Carrera militar
Más tarde participó en las guerras contra de liga de Augsburgo y en la sucesión española en Flandes. Entre el 1720 y 1721 Kane fue nombrado gobernador de Gibraltar.
Kane fue entrenado en tácticas de batalla, (incluido el "English Square”) en el regimiento XVIII bajo Guillermo III y luchó en las campañas de William en Irlanda, llegando al rango de mayor. En 1702, William murió y el duque de Marlborough tomó el mando del ejército. Richard Kane luchó bajo las órdenes de Marlborough en muchas batallas de la guerra de sucesión española. Su regimiento fue seleccionado en reconocimiento a su valentía durante el 1695, en Namur. Fue herido gravemente en Blenheim, y, en diciembre de 1710, la reina Anne lo nombró coronel del Regimiento Real de Irlanda. Tenía 47 años.
En 1711, Kane viajó a Canadá en una expedición sin éxito al mando del general Jack Hill para tomar Quebec de los franceses. En el año siguiente mandó las tropas británicas en una toma de posesión de la ciudad de Dunkerque, que terminó desastrosamente cuando una epidemia mató a la mitad de los hombres. En el verano de 1712, la reina Anne firmó las órdenes para el duque de Argyll para capturar la isla española de Menorca y convertirla en una colonia inglesa.

### Gobernador de Menorca
En 1708, por primera vez, Menorca pasó a manos de la Corona británica. En 1713, con el Tratado de Utrecht, ya que el gobernador no pasaba mucho tiempo en la isla, Kane se quedó con el cargo de teniente de gobernador, unos años difíciles para él, hasta que en el 1733 lo nombraron gobernador y dos años más tarde brigadier general. Su misión principal era asegurar la posesión de la isla por parte de los británicos, con lo cual tendría que regular el comercio, la industria, la agricultura, ganadería y la administración insular. A menudo topaba tanto con las instituciones políticas y religiosas menorquinas cómo con la población, que «celosa de su fe y de sus privilegios políticos, veía a los británicos como dominadores y herejes protestantes». Incluso tuvo que ir a Londres para defenderse de las acusaciones de los menorquines.[cita requerida]
Kane, sin embargo, fue confirmado en su cargo, en el que continuó prácticamente el resto de su vida, ya que sólo se ausentó de la isla en unas pocas ocasiones para visitar Londres y para acudir a la defensa de Gibraltar. Como gobernador, fue quien cambió Ciudadela como capital por Mahón. Aparte de sus funciones militares, al mando de la guarnición británica en Menorca, Kane veló por el bienestar de la isla.[cita requerida] Una de sus obras, y la más conocida fue “Camí d'en Kane” (El camino de Kane) un sendero de 20 km que atraviesa Menorca desde Ciudadela a Mahón pasando por Mercadal. Originariamente sirvió para facilitar el traslado de las tropas así como para que los ganaderos y agricultores tuvieran un adecuado acceso a los mercados locales.
El gobernador impulsó considerables mejoras en beneficio de la economía de la isla, al introducir nuevas razas de ganado y nuevos cultivos. Acondicionó una zona inservible para que se pudiese cultivar en el puerto de Mahón que era fuente de transmisión de enfermedades y lo convirtió en una rica huerta que ha sido la principal fuente de suministro de verduras y hortalizas de Mahón hasta hace pocos días. 
En la carretera de Mahón a Fornells hay un monumento en recuerdo al gobernador Kane.

### Muerte
Murió el 31 de diciembre de 1736 en Mahón después de veinticinco años de servicio a la Corona británica y habiendo conseguido una gran mejora en sus relaciones con los menorquines, que "lamentaron sinceramente su muerte".[cita requerida] Fue enterrado en la capilla del castillo de San Felipe de Mahón y a menudo se ha mitificado en exceso la figura de Kane, atribuyéndole acríticamente innumerables mejoras de la vida insular. Su legado más visible es el llamado Camí d'en Kane o Kane's Road, que unía el castillo de San Felipe con Ciudadela y que es hoy -entre Mahón y Mercadal- una excelente ruta paisajística.